# ミハイル・ベリャエフ

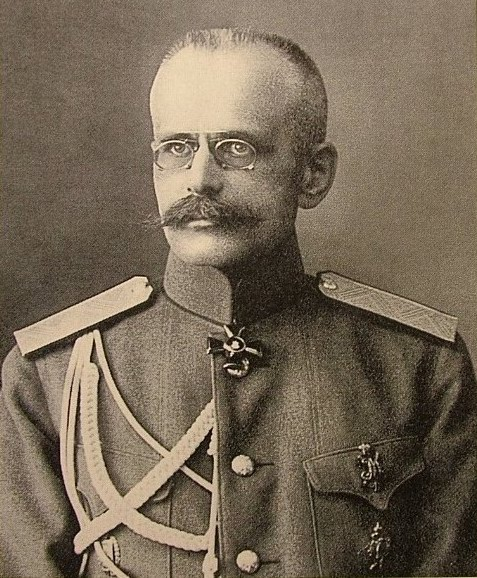
ミハイル・ベリャエフ

ミハイル・アレクセーヴィッチ・ベリャエフ（ロシア語: Михаи́л Алексе́евич Беля́ев、1863年12月23日 - 1918年9月）は、ロシア帝国の軍人。歩兵大将。ロシア革命前の最後の軍事大臣。

## 経歴
サンクトペテルブルクの貴族出身で、父親は将軍。
- 1885年 - ミハイロフ砲兵学校卒業
- 1893年 - 参謀本部アカデミーを首席で卒業
- 1904年～1905年 - 第1満州軍本部と総司令官本部の事務局長として、日露戦争に従軍。帰国後、参謀本部の班長
- 1909年 - 参謀本部補給総監、要塞総委員会常任委員
- 1910年 - 参謀本部総局部隊機構・勤務課長
- 1914年8月1日 - 参謀本部総局長代行（1916年4月に承認）
- 1916年6月 - 軍事大臣補佐官
- 1916年8月 - 軍事会議議員
- 1916年9月 - 駐ルーマニア軍参謀本部ロシア軍代表
- 1917年1月3日 - 軍事大臣

1917年3月1日、臨時政府により逮捕され、翌日、退役させられた。1918年、チェーカーに「反ソ活動」の嫌疑で逮捕され、銃殺。

## 人物
白鷲勲章、二等、三等、四等聖ウラジーミル勲章、一等、二等、三等聖アンナ勲章、一等、三等スタニスラフ勲章、金製武器を受章。
典型的な軍人官僚と評され、「髑髏」（ロシア語: мёртвая голова）の渾名（あだな）を得た。王室への忠誠に対して、皇后の選択により軍事大臣に任命された。